# Baptistina (planetka)
(298) Baptistina je planetka z hlavního pásu asteroidů o rozměrech asi 13 až 30 km. Je považována za pozůstatek větší planetky o velikosti kolem 170 km, která se měla rozpadnout před 160 miliony lety, jejíž pozůstatky v současnosti tvoří tzv. rodinu Baptistina a předpokládalo se, že některé úlomky z této původní planetky mohly dát vznik kráteru Tycho na Měsíci a Chicxulubskému kráteru na Zemi. Novější měření infračerveného kosmického teleskopu WISE z roku 2011 ale odhalilo, že k rozpadu došlo teprve před asi 80 miliony let, což vylučuje tento asteroid coby původce zmíněných impaktorů.